# Primauguet (frégate)
Pour les autres navires du même nom, voir Primauguet (navire).
Le Primauguet (D644) est une frégate de lutte anti-sous-marine de la classe Georges Leygues (type F70) de la Marine nationale, entrée en service le 17 mars 1984 et désarmée le 1er avril 2019

## Historique
Le Primauguet a été initialement conçue pour la lutte anti-sous-marine au sein d'un groupe aéronaval, mais son action a été étendue depuis à la lutte contre des menaces de surface (le navire a été équipé de senseurs optroniques). 
Son indicatif visuel est D644 et son nom lui a été donné en mémoire d'un marin célèbre Hervé de Portzmoguer dit Primauguet(1470-1512), connu pour ses activités de corsaire du Roi. Plusieurs navires français avaient auparavant porté ce nom. Elle est parrainée par la Communauté de communes du Pays d'Iroise.
Depuis le 1er avril 2019 il est désarmé et préparé au démantèlement, sa coque a été placée en attente dans le Port militaire de Brest en décembre 2019. Le 6 octobre 2020 sa coque a été déplacée dans le proche Cimetière des navires de Landévennec pour être stationnée dans l'attente de son démantèlement. Il rejoint le 25 septembre 2024 l'École navale à Lanvéoc-Poulmic afin d'être utilisé comme brise-lames en remplacement de la vieille coque du Georges Leygues partie à la démolition.

## Caractéristiques

### Navigation
La frégate Primauguet est équipée de deux centrales de navigation inertielle SIGMA 40 créées par Sagem. 

### Armement

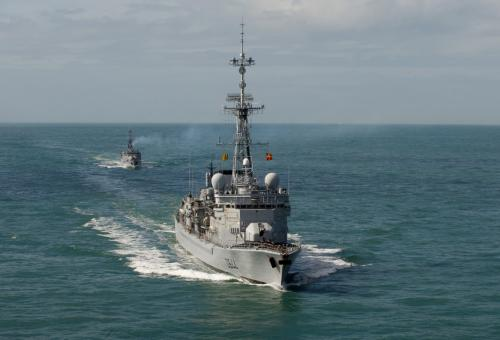
Primauguet en mer

À son lancement, il est armé de 4 systèmes de 2 missiles anti-navire MM40 Exocet (8 Exocet), d'un système anti-aérien Crotale avec 8 missiles sur rampes (26 Crotale), d' un canon de 100 mm Mod. 1968 CADAM, de deux canons anti-aérien de 20 mm Oerlikon Mk 10 Mod. 23, de deux mitrailleuses de 12.7 mm et de deux catapultes fixes pour torpilles anti-sous-marines L 5 mod 4 (10 torpilles). Il embarque deux hélicoptères Westland Lynx.
Le Primauguet possède plusieurs missiles, mitrailleuses, canon, catapultes, torpilles anti-sous-marine ou encore des hélicoptères :
- 4 missiles Exocet
- Missiles Crotale EDIR (8 missiles + 18 en réserve)
- 2 systèmes Simbad (deux missiles Mistral)
- 1 canon de 100 mm
- 2 canons de 20 mm
- 4 mitrailleuses de 12,7 mm
- 2 tubes lance torpilles MU90
- 2 hélicoptères WG-13 Lynx , à vocation principale de lutte anti-sous-marine

### Turbines et moteurs
Le Primauguet est équipé de deux turbines à gaz Rolls-Royce Olympus et de deux moteurs diesel SEMT Pielstick.

## Équipage

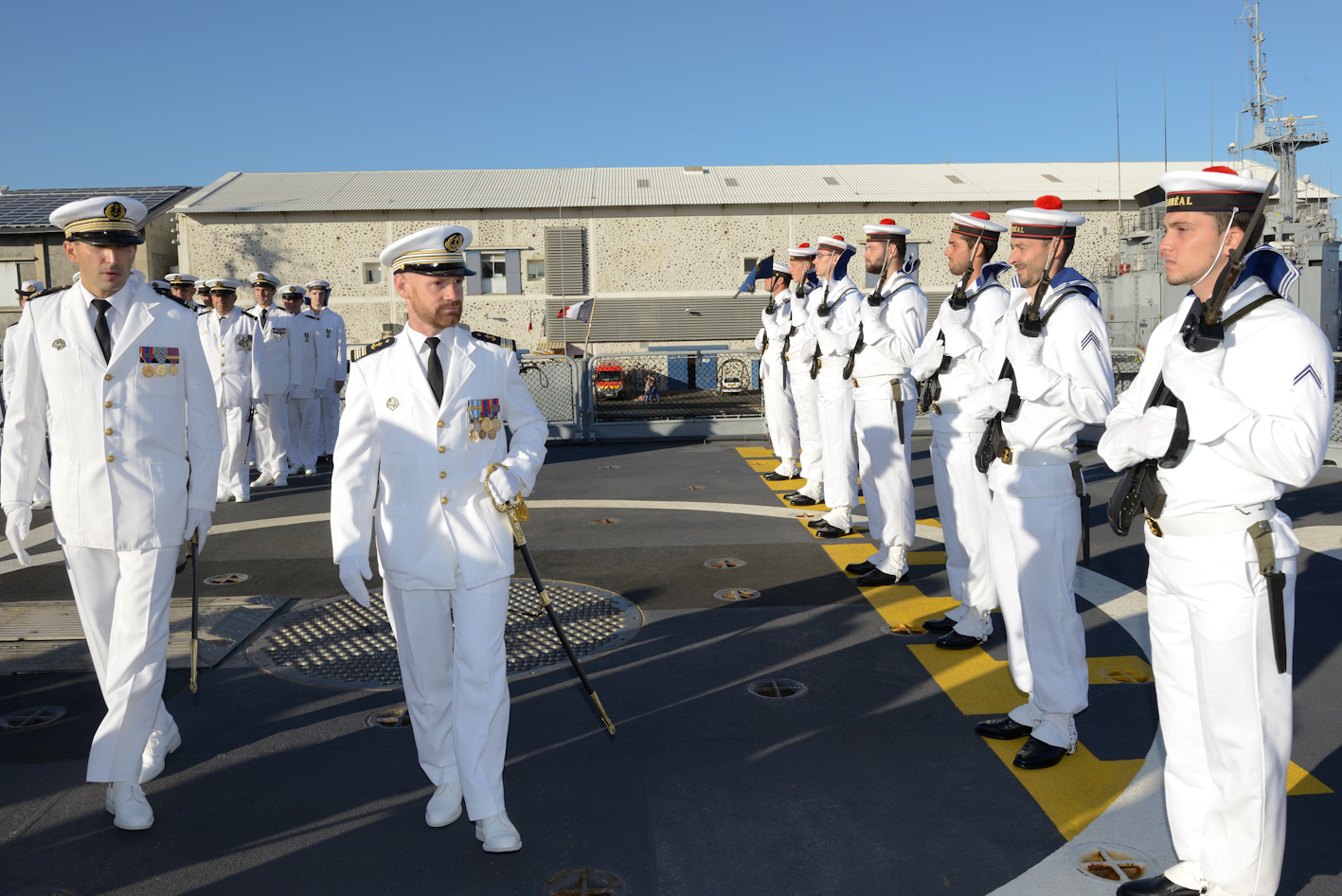
Revue de la garde d'honneur par le capitaine de frégate

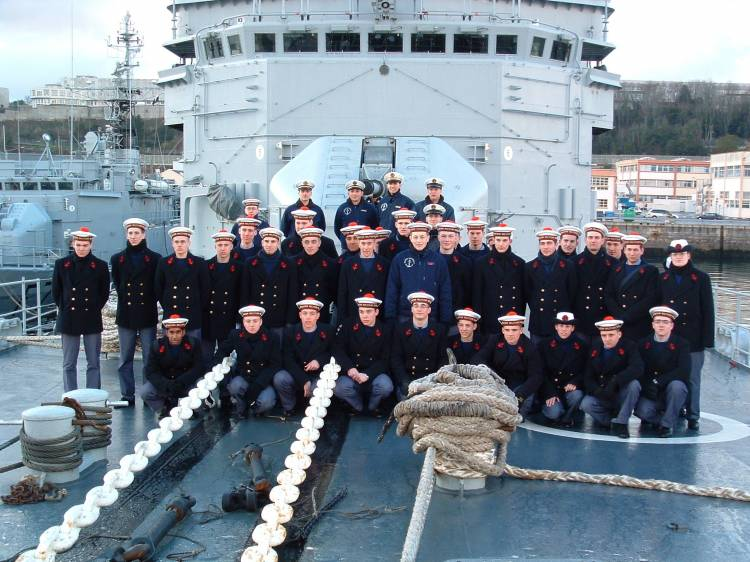
Équipage en uniforme du Primauguet

L'équipage comporte de nombreux marins :
- le commandant, détenteur de l'autorité à bord et responsable de l'accomplissement de la mission.
- le commandant en second, remplaçant désigné du commandant et son conseiller.
- le commandant adjoint navire, chargé de la conservation du patrimoine et de son entretien.
- le commandant adjoint opérations, responsable de la planification de l'activité du bâtiment.
- le commissaire du bord, chef des services administratifs.
- le médecin du bord.
- l'officier chef du service armes.
- l'officier chef du service transmissions.
- l'officier adjoint machine et sécurité.
- deux officiers pilotes d'hélicoptères, le chef de détachement et son adjoint.
- le midship : c'est le plus jeune officier dans le grade le moins élevé.
- officiers mariniers supérieurs, officiers mariniers et matelots.

Les spécialités suivantes sont également présentes : électriciens, manœuvriers, marins pompiers, détecteurs, électroniciens d'armes, mécaniciens d'armes, opérateurs de transmissions. Mécaniciens navals, infirmier ; matelots ; cuisiniers, navigateurs timoniers, guetteurs. Le détachement aéroporté est composé de techniciens aéronautique, électroniciens aéronautique, mécanicien de bord, porteurs aéronautique .

## Missions
Ce bâtiment a principalement comme rôles d'escorter d'autres navires (sous-marin, porte-avions, pétrolier...), de participer à la lutte antiterroriste et à la lutte antidrogue ainsi qu'au sauvetage en mer. Le Primauguet participe à une coopération franco-britannique permanente et régulière. Ils organisent des exercices communs avec d'autres navires, soldats ou avions tels que le chasseur de mines Cassiopée. Le Primauguet est présent un peu partout autour du monde en faisant des exercices militaires ou sauvetages lors de patrouilles. 

## Carrière opérationnelle
En janvier 2016, la frégate a participé au sauvetage et à l'évacuation du roulier Modern Express au large du golfe de Gascogne, la frégate anti-sous-marine Primauguet a été dépêchée sur zone avec un hélicoptère WG-13 Lynx et une équipe d'évaluation. Ses principales missions étaient d'éviter d’éventuelles collisions avec d'autres navires et de préparer un futur remorquage.
Le Primauguet appareille le 7 janvier 2019 pour sa dernière mission opérationnelle de trois mois dans l'Atlantique nord avant son retrait du service.